# Kanyangwa
Kanyangwa är ett vattendrag i Burundi.   Det ligger i provinsen Gitega, i den centrala delen av landet, 70 kilometer öster om huvudstaden Bujumbura.
Omgivningarna runt Kanyangwa är huvudsakligen savann. Runt Kanyangwa är det tätbefolkat, med 343 invånare per kvadratkilometer.